# Li Shan
Li Shan (chinês tradicional: 李 珊; Tianjin, 21 de maio de 1980) é uma jogadora de voleibol chinesa, campeã olímpica nos Jogos de Atenas.
Li estreou em Jogos Olímpicos na edição de 2000, em Sydney, onde a seleção chinesa finalizou a competição em quinto lugar. Novamente convocada para uma Olimpíada, conquistou a medalha de ouro em Atenas numa final acirrada contra a Rússia, vencida por 3 sets a 2.